# Cocoteraie
Pour des articles plus généraux, voir Cocos nucifera et Palmeraie.
 (août 2024).
Une cocoteraie est une parcelle agricole destinée à la culture du cocotier ; c'est un genre de palmeraie. Elle se rencontre dans la zone tropicale en raison de la distribution climatique de la plante et principalement en Amérique centrale, dans les Caraïbes, dans le sous-continent indien et en Insulinde.

## Description
Les pieds sont plantés en rangées, espacés les uns des autres de plusieurs mètres afin qu'ils ne se fassent pas d'ombre. 

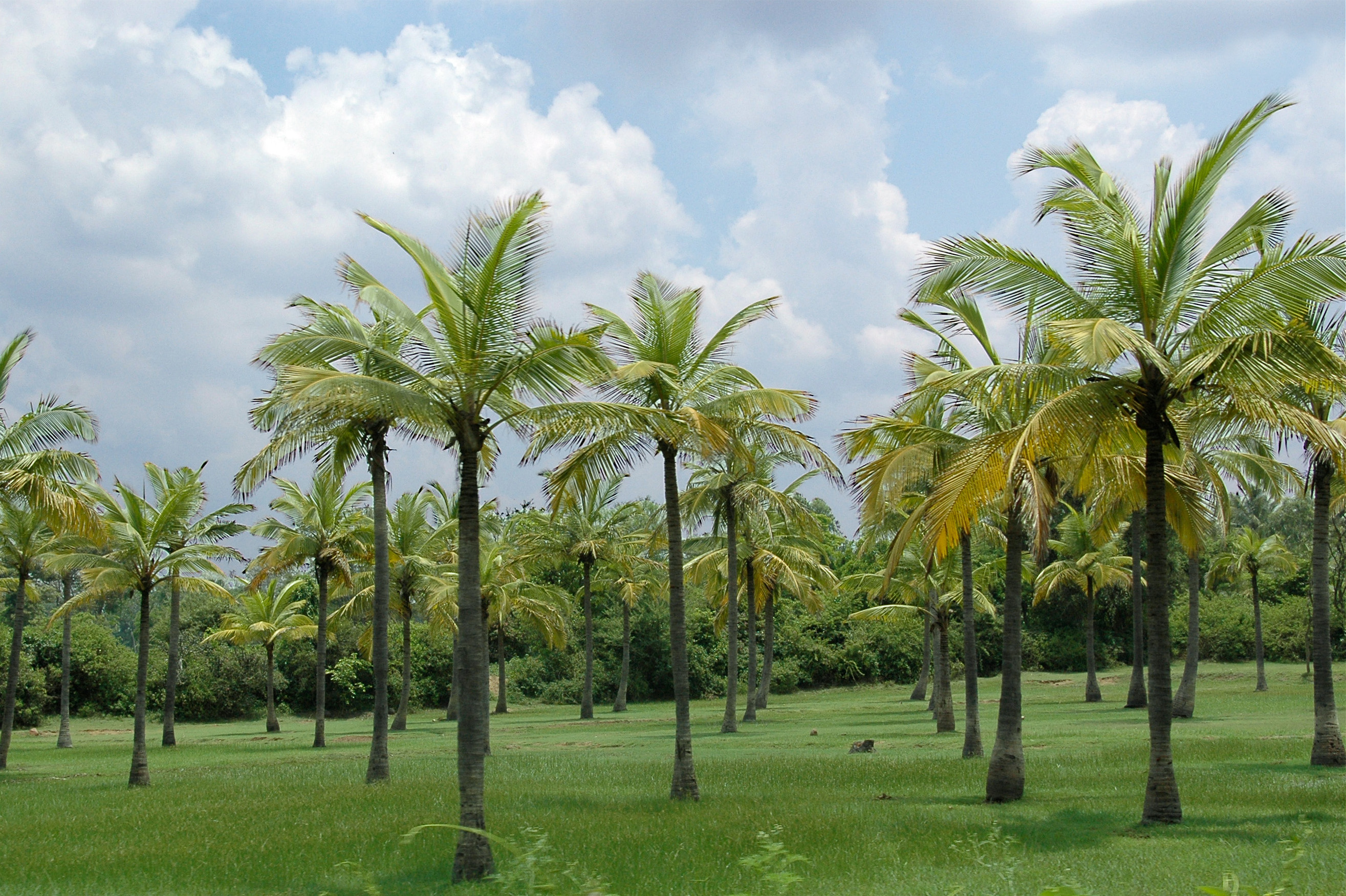
Cocoteraie en Inde dans l'État du Karnataka.
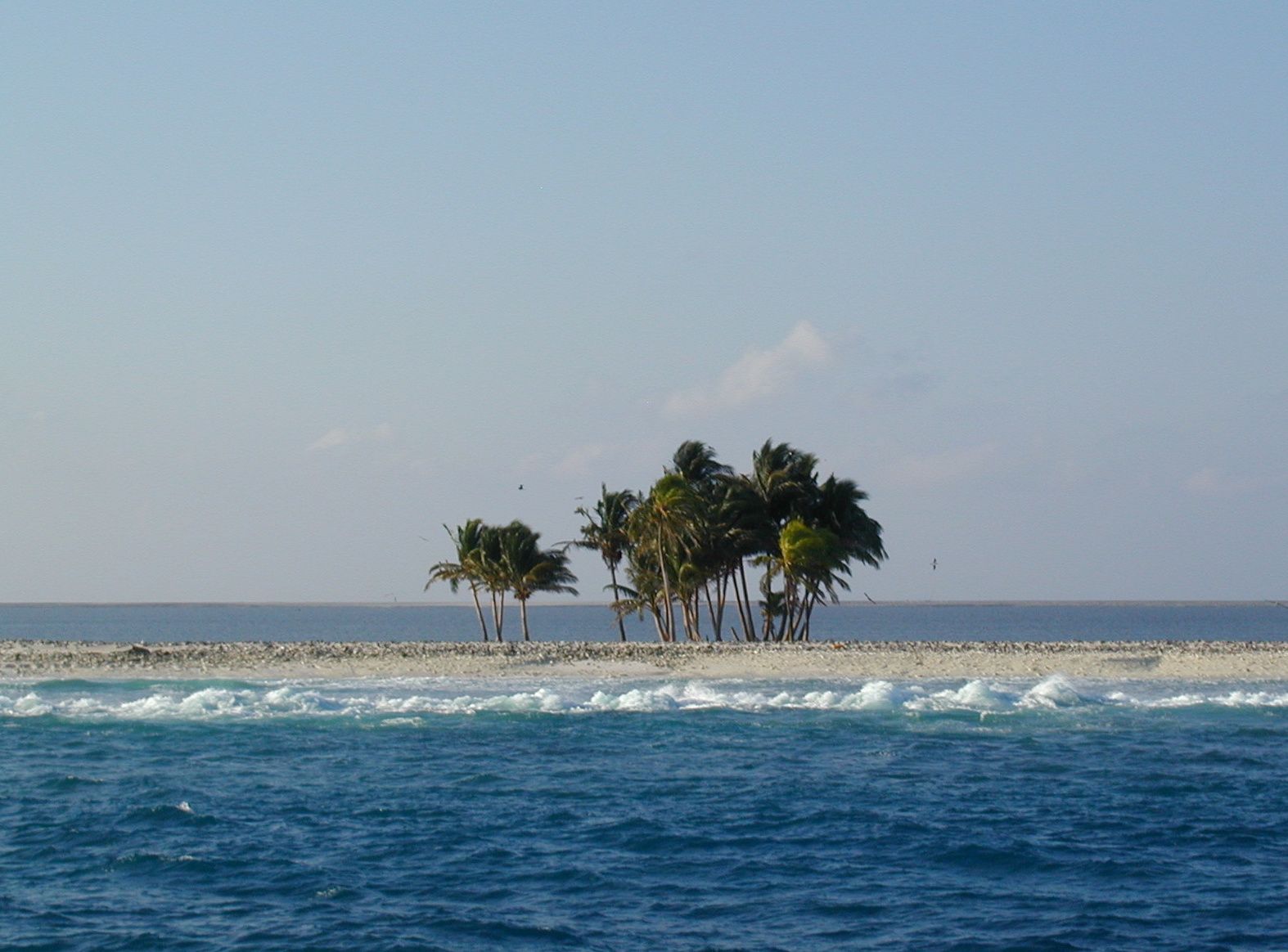
Cocoteraie sur l'île de Clipperton (France).

## Utilisation
La principale ressource consiste en la noix de coco qui peut être utilisée en intégralité : la chair et le lait directement pour l'alimentation ou sous forme de coprah, la fibre de coco constituée de la coque entourant la noix. 
Le bourgeon terminal est utilisée en cuisine.
Les feuilles de palmier (palmes) sont utilisées dans l'artisanat et le stipe comme matériau de construction ou pour l'artisanat.